# Завод «Енергія»

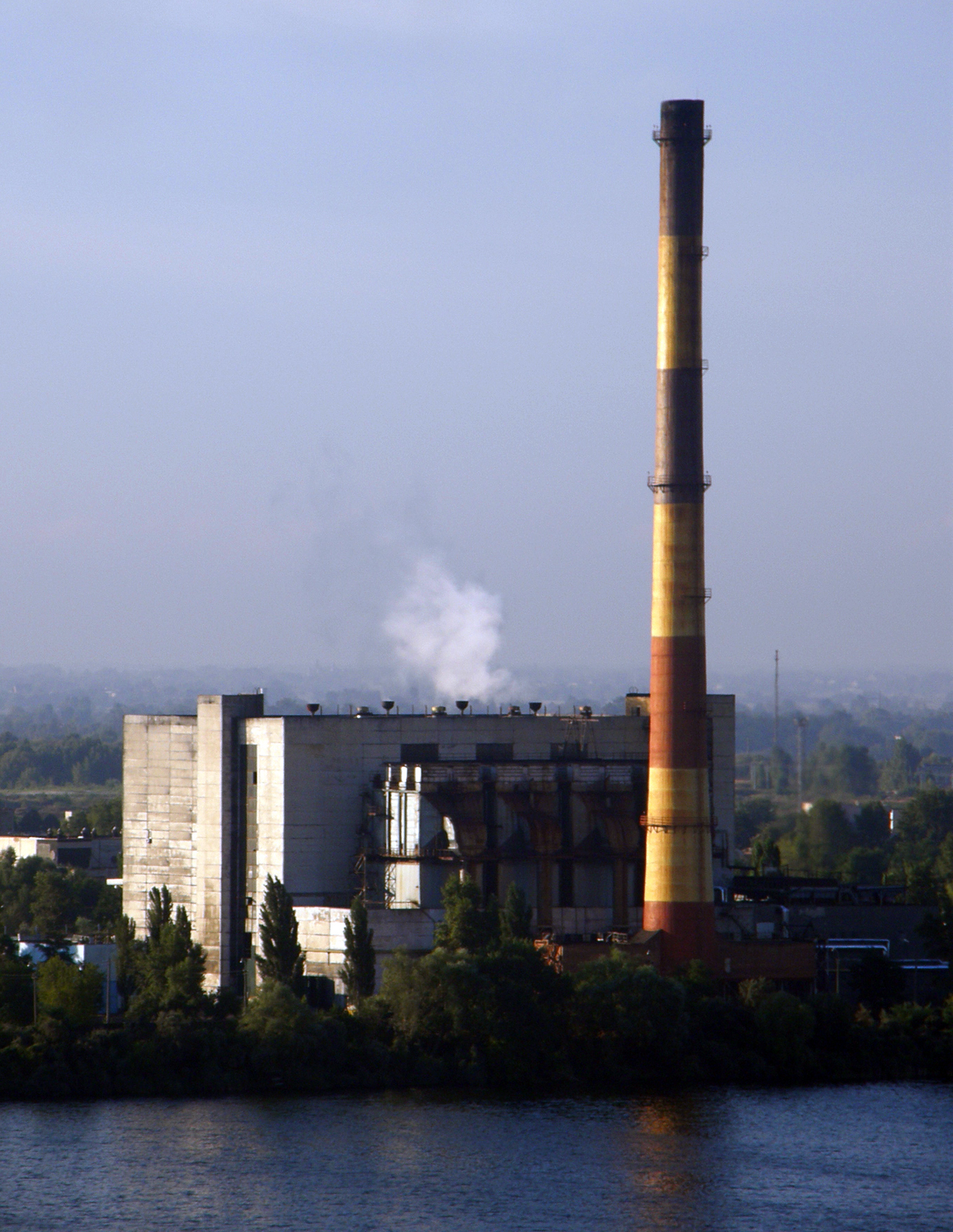
Завод «Енергія» на березі озера Вирлиця

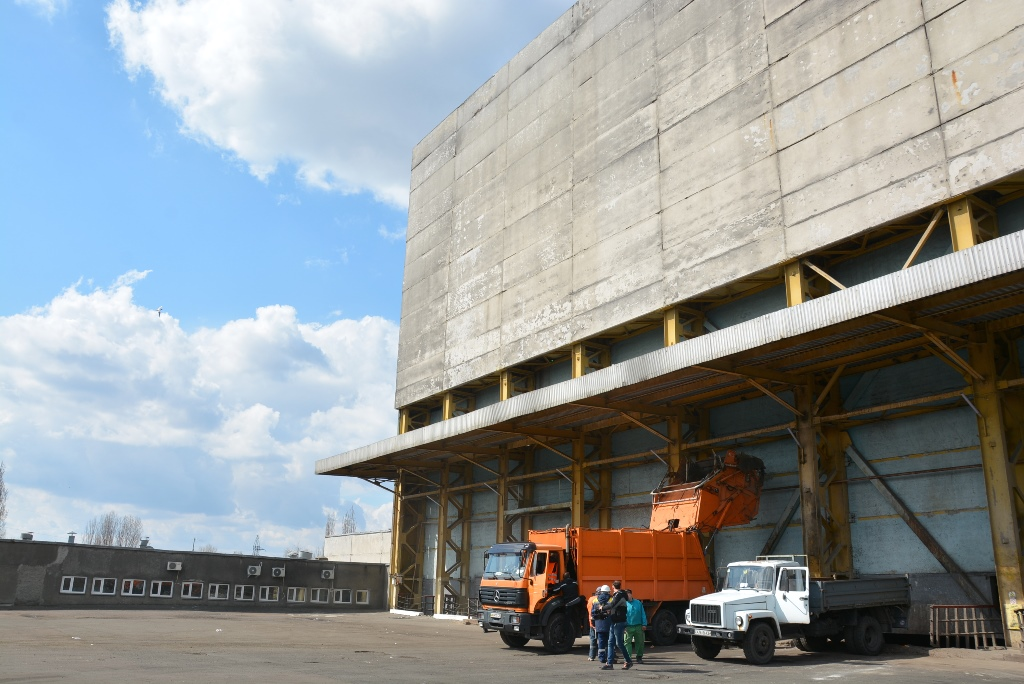
На заводському подвір'ї

Заво́д «Ене́ргія» — єдиний працюючий сміттєспалювальний завод в Україні.

## Історія
Будівництво Київського сміттєспалювального заводу розпочато ще 1983 року, використовуючи вже застарілі технології  з тодішньої Чехословаччини. У грудні 1987 року після закінчення пусконалагоджувальних робіт на сміттєспалювальних котлоагрегатах № 1 та № 2 було розпочато роботи з розпалювання котлоагрегатів дровами з подальшим переведенням котлоагрегатів на спалювання твердих побутових відходів.
Завод «Енергія» працює цілодобово. Потужності підприємства дають змогу спалювати понад 25 % твердих побутових відходів, що утворюються в м. Києві.
Фактична потужність заводу зі спалювання ТВП становить 240 тисяч тонн. ТВП на рік із розрахунку безперервної щорічної роботи заводу.
Обсяг змарнованих інвестицій у перший етап програми склав 28 млн гривень. На другому етапі, у 2015—2018 рр., Київенерго вже "освоїли" наступні 210 млн гривень.
Лише частина житлового масиву Позняки  має можливість користуватися опаленням та гарячою водою, виробленими завдяки альтернативним джерелам енергії. Завод донедавна забезпечував теплом близько десятка об'єктів, які розташовані поблизу, щороку відпускаючи 6—7 тис. Гкал тепла. Завдяки ж проєкту з будівництва перетинки, відпуск тепла збільшився до 150 тис. Гкал: завод почав постачати альтернативну теплоенергію в обсягах, достатніх для забезпечення взимку опаленням мешканців 200 багатоповерхівок (близько 80 тис. квартир) та 300 будинків (близько 60 тис. квартир) гарячою водою влітку. Декларована економія газу на виробництво теплоенергії протягом 2015 р. мала скласти близько 30 млн м3. Подальша доля зекономлених (ціною тисяч смертей від раку у місті) коштів невідома, рахунки за обігрівання є вищими, ніж у сусідній Польщі!
```
Київенерго, ігноруючи нагальну потребу в будівництві сучасної високотехнологічної системи очищення димових газів на заводі «Енергія», який за показниками атмосферних викидів не відповідає не тільки європейським нормам, але й вітчизняним.
```

7 липня 2018 року МСЗ «Енергія» закрився на ремонт, який тривав з 15 серпня по 15 вересня 2018 року.
В 2019 році на заводі «енергія» модернізували усі електрофільтри та встановлюють систему хімочистки димових газів. Це дозволило зменшити викиди. 
Київ мав у 2020 році побудувати систему т.зв. хімічного очищення на сміттєспалювальному заводі «Енергія». Це  мало б зменшити рівень шкідливих викидів у 5 разів. Будівництво планували на два роки. Між тим, екологічне тло у столиці, особливо в Дарницькому і Дніпровському районах, залишається катастрофічним.
Запланована ще 2019 року заміна третього за рахунком електрофільтра не принесла жодних змін. А вже на 2020 анонсувало заміну всіх чотирьох електрофільтрів. Декларації не принесли полегшення киянам, що щоночі задихаються від викидів Енергії.
Відзначається, що у вересні 2021 року завод зупинив роботу до 1 жовтня у зв'язку з плановим ремонтом, що не жодним чином не покращило  очищення димових газів.
На сьогодні завод «Енергія» відповідає вимогам чинного українського законодавства і контролюється Державною екологічною інспекцією та внутрішньою екологічною службою підприємства.

## Реалізація вищезазначених проєктів надасть можливість
- Продовжити термін експлуатації обладнання заводу.
- Збільшити потужність спалення ТПВ.
- Зменшити викиди забруднюючих речовин в атмосферне повітря.
- Реалізовувати теплову та електричну енергію.
- Перетворити підприємство на повноцінну ТЕЦ на альтернативних джерелах енергії.

## Керівництво
- Крикун Сергій Степанович — директор.
- Галченко Олександр Володимирович — головний інженер.